# Gruppe Aspekt

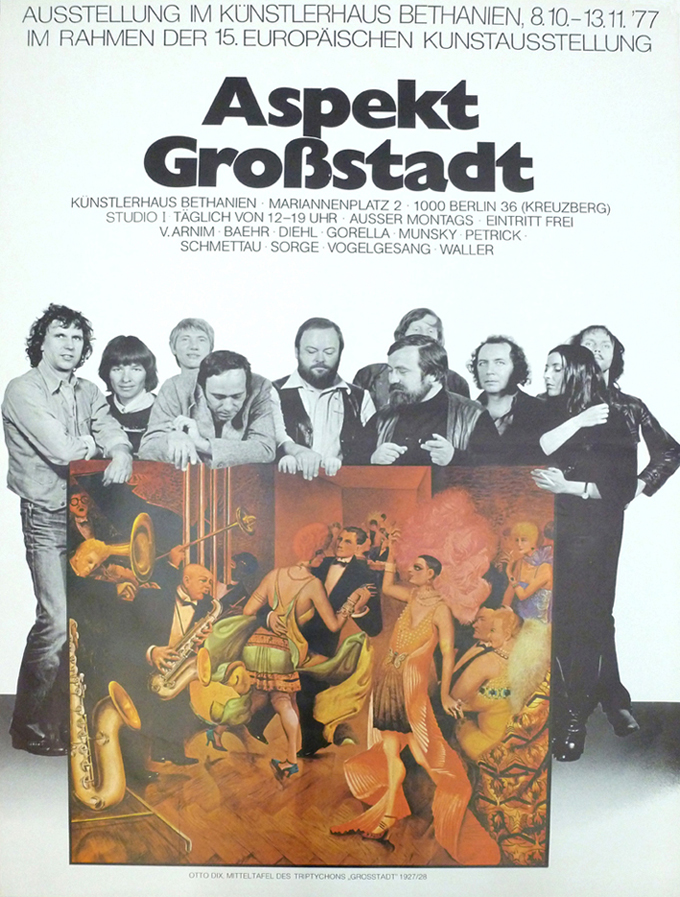
Plakat zur Ausstellung im Künstlerhaus Bethanien, Berlin-Kreuzberg 1977

Die Gruppe Aspekt war ein Zusammenschluss von elf West-Berliner Malern und Bildhauern des Kritischen Realismus. Die Gruppe bestand von 1972 bis 1978.

## Geschichte
In der zweiten Hälfte der 1960er Jahre trat in West-Berlin eine junge Generation von Kunststudenten auf, die nicht mehr wie ihre Professoren abstrakt oder informell arbeiten wollte und einen Neuen Realismus propagierte.
1964 gründeten Studenten der HdK die Künstlerselbsthilfegalerie Großgörschen 35 mit dem Ziel der Überwindung gängiger Marktstrategien. Angeregt von der Politisierung der Gesellschaft durch die 68er-Bewegung, die Erschießung Benno Ohnesorgs bei der Demonstration am 2. Juni 1967 in West-Berlin gegen den Schah von Persien und das Attentat auf Rudi Dutschke, formierten sich die Künstler des Kritischen Realismus. Mit Hilfe der Überpointierung, Karikaturzeichnung und Montagetechnik suchten sie die Auseinandersetzung mit der unpolitischen Idylle des in den Jahren nach dem Zweiten Weltkrieg neu aufgeblühten Wohlstandsbürgertums. Sie prangerten Krieg, Terror, Ausbeutung und Korruption an, wiesen auf das Leid der Hilflosen und gescheiterten Existenzen oder lenkten den Blick auf Randgruppen der deutschen Gesellschaft. Der Kritische Realismus galt für längere Zeit geradezu als Identitätsmarke für West-Berliner Kunst. Galeristen wie Georg Nothelfer, Rudolf Springer, Michael Wewerka, Mike Cullen, René Block oder Eva Poll bauen das Berlin-Image auf. 1968 spaltete sich die Künstlergruppe der Großgörschengalerie in expressiv arbeitende Maler wie Markus Lüpertz und Karl Horst Hödicke und in Kritische Realisten wie Peter Sorge, Ulrich Baehr, Hans-Jürgen Diehl und Wolfgang Petrick. Die im selben Jahr gegründete Galerie Poll nahm die Realisten in ihr Programm auf.
1972 zeigte die documenta 5 unter der Leitung von Harald Szeemann Maler des amerikanischen Fotorealismus wie Chuck Close und Ralph Goings, die in ihren Gemälden Lastkraftwagen, Trucks und Pick Ups, Spiegelungen auf verchromten Stoßstangen sowie Gegenstände auf Tischen in Restaurants, Zahnstocherbehälter, Salz- und Pfefferstreuer oder Ketchupflaschen darstellten. Die ersten Rezensionen der in Kassel ausgestellten Maler glichen Verrissen. In der Frankfurter Allgemeinen Zeitung vom 8. Juli 1972 war von „pedantesken Galanteriewaren“ die Rede. Weiter hieß es, Pedanterie ersetze Genie. Die Kritischen Realisten verwendeten zwar wie die Amerikaner Fotografien als Vorlage für ihre Arbeiten, doch montierten sie die Bilder als Versatzstücke und stellten sie in andere Zusammenhänge, bezogen sich auf Vorbilder wie George Grosz, Hannah Höch oder John Heartfield, das Prinzip Collage und Dada. Als Reaktion auf die „ausschließlich technizistische Wiedergabe von Umweltdetails in einer Malerei, die nur auf Vordergründigkeit zielt“, gründeten elf West-Berliner Künstler und Künstlerinnen die Gruppe Aspekt.

## Mitglieder
| - Hermann Albert - Bettina von Arnim - Ulrich Baehr - Hans-Jürgen Diehl - Arwed D. Gorella | - Maina-Miriam Munsky - Wolfgang Petrick - Joachim Schmettau - Peter Sorge - Klaus Vogelgesang - Jürgen Waller |

## Stilmittel
Der erste gemeinsame Auftritt der Gruppe fand 1972 auf der Freien Berliner Kunstausstellung statt. Eine erste Wanderausstellung wurde unter dem Titel Prinzip Realismus von 1972 bis 1974 in verschiedenen europäischen Ländern veranstaltet. 1977 wurde unter dem Motto Aspekt Großstadt ein weiteres Projekt verwirklicht. Als gemeinsame Ausgangsbasis einigte man sich auf das Triptychon „Großstadt“ von Otto Dix.
Die Künstler der Gruppe hatten kein fest umrissenes Programm und arbeiteten in „geschlossenen Ateliers“ unabhängig an ihren Konzeptionen. Themen-, Material- und Motivwahl sollten individuell bleiben. Gemeinsam war allen, neben der realistischen Intention, das Bedürfnis der Abgrenzung gegenüber den amerikanischen Foto- und Hyperrealisten und der Anspruch, politische Erfahrungen in einer künstlerischen Produktion zu reflektieren. Nach 1978 wurde kein weiteres Projekt als Gruppenarbeit verwirklicht.

## Publikationen der Gruppe Aspekt
- Prinzip Realismus. Malerei-Plastik-Graphik. Mit Texten von Katrin Sello, Mario de Micheli, Heinz Ohff, Eberhard Roters, Christian von Holst, Rüdiger Proske, Günter Matthias Tripp, Peter Hans Göpfert, Dorothea Neumeister, Carl Diemer, Volker Lehmann, Peter Sorge. Hrsg. von DAAD, Goethe-Institut, München und Galerie Poll, Berlin 1972.
- Aspekt Großstadt. Mit Texten von Eberhard Roters und Katrin Sello. Hrsg. vom Künstlerhaus Bethanien und der Gruppe Aspekt, Berlin 1977.

## Ausstellungen
- 1972: Gruppe Aspekt, Freie Berliner Kunstausstellung, Berlin
- 1973: Prinzip Realismus, Akademie der Künste, Berlin, Städtische Galerie Oberhausen, Kunstverein München, Kunstverein Freiburg, Kunstmuseum Göteborg, Kunsthalle Lund
- 1974: Prinzip Realismus, Kunstvereine Tromsø, Bergen, Oslo, Amsterdam, Zürich, Athen, Rom, Mailand, Padua, Genua, Triest, Turin, Stockholm, Zagreb, Belgrad
- 1977: Aspekt Großstadt, Künstlerhaus Bethanien, Berlin (7. Oktober bis 13. November)
- 1977: Aspekt Großstadt, Kunstverein Hannover (11. Dezember 1977 bis 22. Januar 1978)
- 1978: Aspekt Großstadt, Kunstverein Frankfurt (31. Januar bis 12. März)

## Folgeausstellungen (Auswahl)
An folgenden Ausstellungen mit dem Thema „Realismus“ waren Künstler und Künstlerinnen der Gruppe Aspekt beteiligt:
- 1977: Berlin now. Contemporary Art 1977, New School Art Center, New York
- 1978: Ugly Realism, Institute of Contemporary Arts, London
- 1979: Westberliner Realisten, Elefanten Press Galerie Berlin, Kunsthalle des Allunionsverbandes der Bildenden Künstler der UdSSR, Moskau, Kunsthalle Rostock
- 1980: Berlin realistisch. 1890–1980, Berlinische Galerie, Berlin
- 1980: feministische kunst internationaal, de Osterpoort, Groningen; Noordbrabants Museum, Den Bosch; de Vleeshal, Middelburg; de Vest, Alkmaar; Cultureel Centrum de Beyerd, Breda
- 1981: feministische kunst internationaal, Nijmegs Museum, Nijmegen; Dänemark, Schweden
- 1983: Mensch und Landschaft in der zeitgenössischen Malerei und Graphik der BRD, Moskau, Leningrad
- 1983: 25 mladih nemskih slikarjev, Moderna Galeria, Ljubljana
- 1986: 15 Berliner Künstler in Brasilien/15 Artistas Berlinenes no Brasil, AK Museu de Arte de São Paulo
- 1987: Positionen des Realismus 1967-1972-1987, Galerie Poll, Berlin
- 1988: Stationen der Moderne, Martin-Gropius-Bau, Berlin
- 1989: 40 Jahre Kunst in der BRD, Städtische Galerie, Oberhausen; Berlin; Rostock
- 2012: Aufbruch Realismus. Die neue Wirklichkeit im Bild nach ´68, Städtische Museen Heilbronn/Kunsthalle Vogelmann
- 2015: West:Berlin, Stiftung Stadtmuseum Berlin im Ephraim-Palais, Berlin